# Кристалл (музей)
Историко-краеведческий музей «Кристалл» — музей геологии Урала, краеведения и истории посёлка городского типа Рефтинский, единственный музей в посёлке. Находится в Свердловской области, пгт Рефтинский, на улице Юбилейная, 2 и 3/1, в зданиях центра детского творчества.

## История
Идея создания собственного музея в Рефтинске возникла ещё в 2001 году. Тогда же началась работа по формированию его фонда. Осенью 2003 года руководство школы решило освободить и переоборудовать один из отдельных учебных кабинетов под небольшой школьный музей, также были найдены средства на ремонт помещения. В конце ноября того же года в одном из подвалов были найдены и отреставрированы музейные тумбы — наследие исторического уголка, существовавшего в школе ещё в 1970-е годы. На них разместились стенды первых экспозиций музея, посвящённых истории края, посёлка, школы (собранные экспонаты — подлинные предметы старинного уральского быта, школьные летописи и картины рефтинских художников).
Открытие музея прошло в торжественной и праздничной обстановке: самодеятельный концерт, многочисленные гости, среди которых были руководители посёлка и образовательных учреждений, церемония разрезания красной ленточки и чаепитие с блинами. Одним из первых посетителей музея стал министр образования Свердловской области Валерий Нестеров.
В 2005 году Евгений Борисович Лоскутов, художник и почётный житель посёлка, передал музею свою личную коллекцию минералов.
В 2007 году музей благополучно прошёл процедуру аттестации и паспортизации (на тот момент его фонд составлял уже порядка 600 экземпляров). В мае 2008 года был удостоен диплома второй степени престижного конкурса «Музей года. Евразия» в номинации «Лучший школьный городской музей».
3 июня 2016 года музей переехал из тесного школьного класса в новое помещение — Рефтинский центр детского творчества. Это событие было совмещено с открытием новой выставки.
Сейчас в музее проходят обзорные экскурсии, встречи с интересными людьми, выставки художников, праздники, региональные научно-практические конференции. В культурной жизни семнадцатитысячного пгт Рефтинска небольшой музей занимает место культурного центра патриотического воспитания и выполняет роль основного арт-пространства.

## Экспозиция
В основном помещении музея «Кристалл» экспозиция разделена на десять тем, среди которых выделяются две самые главные:
- «Это Родина моя»:

В этом отделе собраны архивные фотоматериалы, газетные публикации, очерки и воспоминания строителей посёлка и Рефтинской ГРЭС; занимают одну из центральных витрин подлинники газет и журналы 1939—1945 годов. Здесь же показаны бесценные экспонаты, среди которых — кожаный командирский планшет образца 1941 года, немецкая офицерская кобура с оттиском «Отто Зиндель, 1942 год», солдатская фляжка, ружейная маслёнка, каска и многое другое.
- «В удивительном мире камня»:

Экспозиция представлена восемью витринами, в которых размещена обширная коллекция минералов. Каждая витрина музея — тематически организованная коллекция: «Камни Урала» — малахит, аметист, лазурит; «Цветные камни»; «Магические, лечебные, ювелирные». У каждого камня музея есть своя история, которые можно узнать во время экскурсий.
Другие темы экспозиции:
- «И мужество как знамя пронесли»;
- «Остаются молодыми…»;
- «Живые голоса и лица»;
- «Известны всей России»;
- «Здесь живёт детство»;
- «Легенды и были о камне»;
- «Красота и гармония»;
- «Наша символика».